# خشبيات
خشبيات (الاسم العلمي: Xylariales)، رتبة من الفطريات داخل طائفة مسترجسانية (المعروفة أيضًا باسم Pyrenomycetes)، وشعيبة الفنجانينيات، وشعبة فطريات زقية. كانت الخشبيات هي الرتبة الأصلية لطويئفة فطريات خشبية. قُييدت رتبة الخشبيات في عام 1932 من قبل عالم الفطريات السويدي جون أكسل نانفيلدت، والفطريات الخشبية بواسطة Ove Erikson و Katarina Winka في عام 1997. في عام 2020، تمت إضافة المزيد من الفصائل (والأجناس) إلى الرتبة.
النمط: خشبية Hill ex Schrank ، Baier. فلوريدا (ميونخ) 1: 200 (1789).
أكد تحليل الحمض النووي في عام 2018 وضع الرتبة والطويئفة، فهي أخت لرتبة Amphisphaeriales.